# Kleinlokomotive

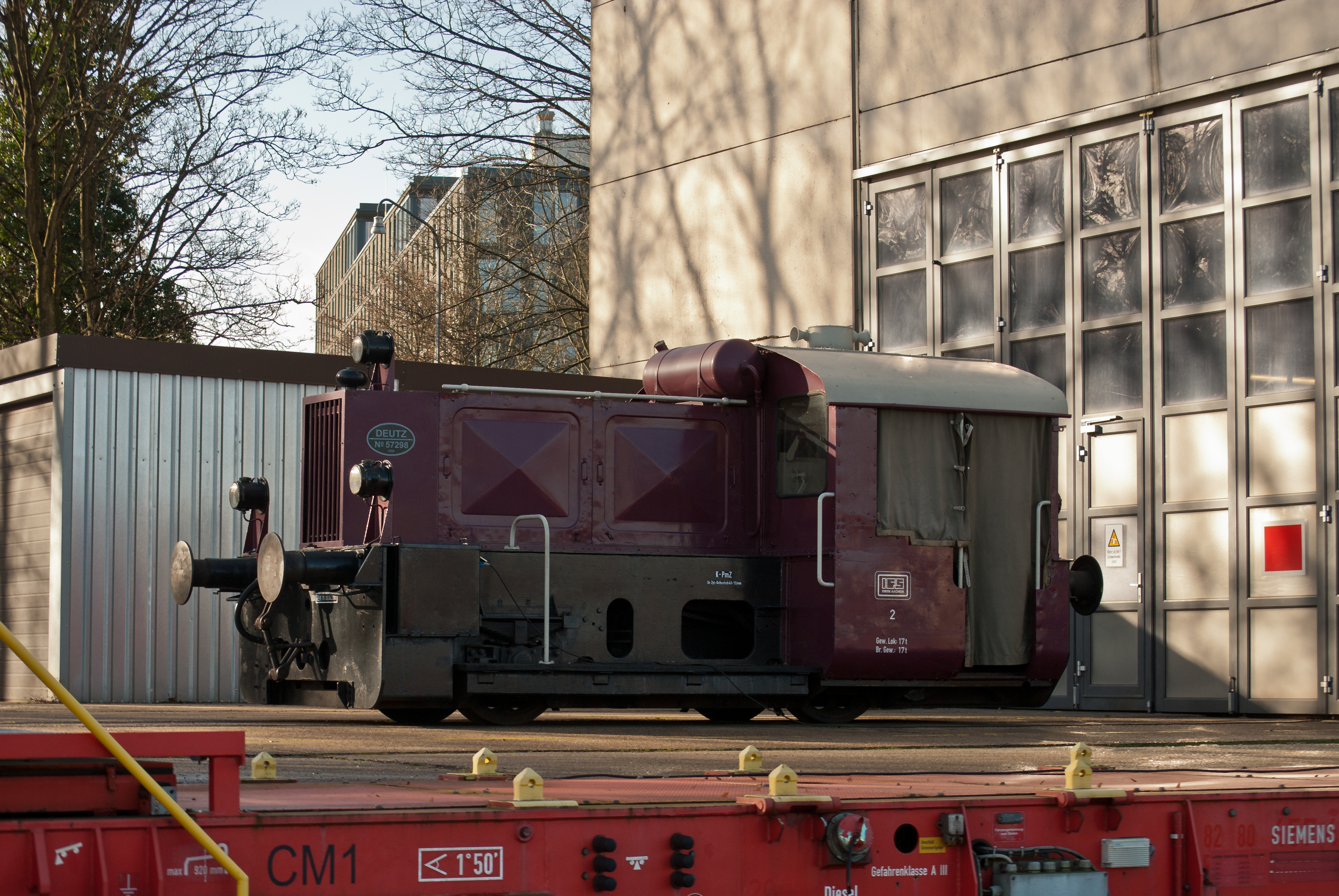
Köf II des Instituts für Schienenfahrzeuge und Fördertechnik der RWTH Aachen. Man beachte den niedrigen Einstieg und die geringe Gesamthöhe des Fahrzeugs.

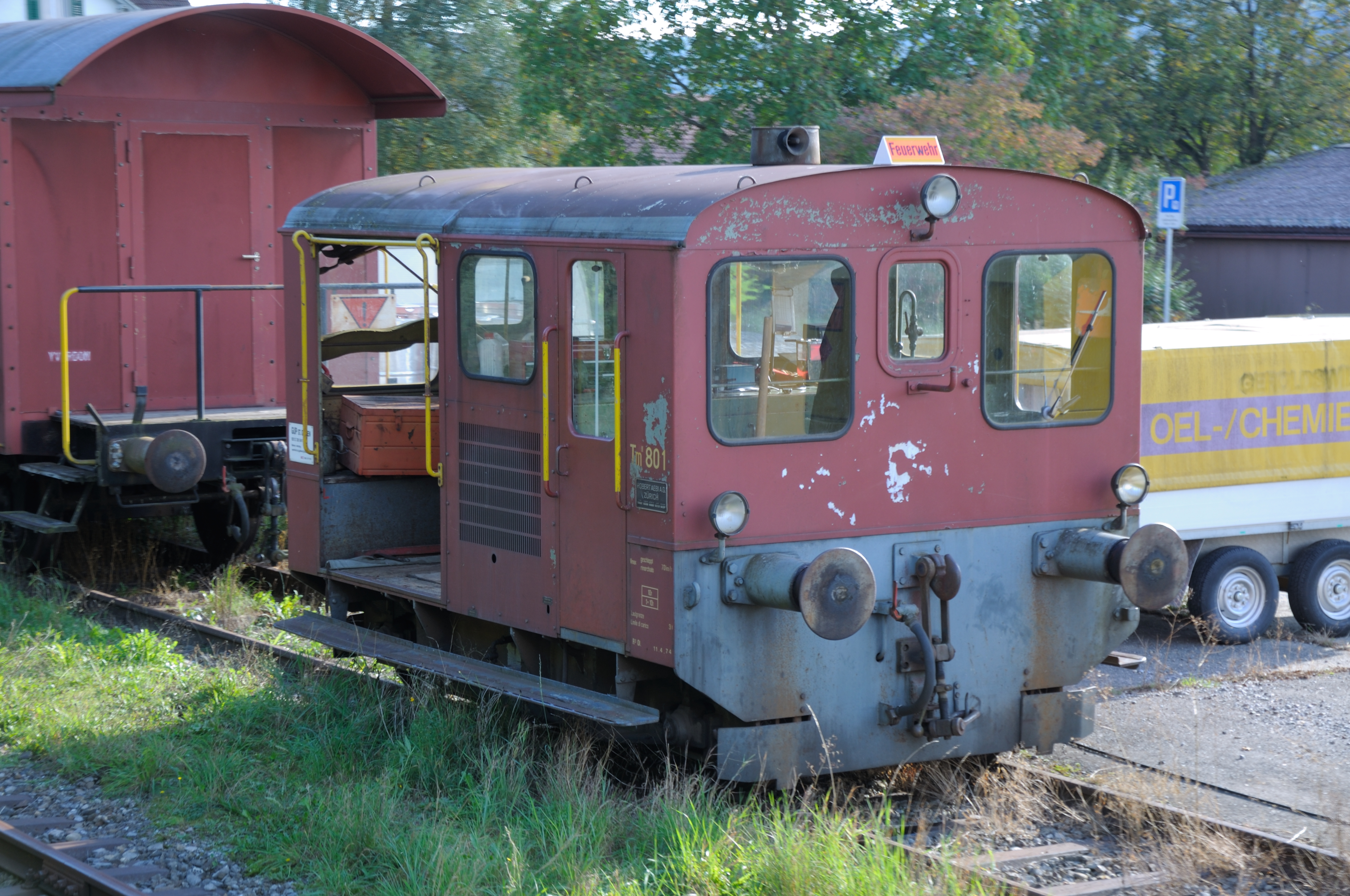
Schienentraktor Tm' 801 der SBB

Als Kleinlokomotiven werden Lokomotiven von geringer Größe und geringer Antriebsleistung für leichte Rangieraufgaben auf Bahnhöfen und Industriebahnen bezeichnet. Der Antrieb erfolgt meist über einen Dieselmotor, teilweise durch Dampfmaschine, Otto- oder Elektromotor. Die Deutsche Reichsbahn führte den Begriff um 1929 für Regelspurlokomotiven bis 150 PS bei einer maximalen Geschwindigkeit von 30 km/h ein und beschaffte nach der Erprobung verschiedener Versuchslokomotiven ab 1933 über 1000 Kleinlokomotiven unterschiedlicher Leistung vereinheitlichter Bauart.
In der Schweiz werden Kleinlokomotiven als Traktoren bezeichnet (Traktor bedeutet Zieher), in Frankreich als locotracteur.

## Geschichte
Hintergrund der Entwicklung der Kleinlokomotiven waren die geringen Durchschnittsgeschwindigkeiten im Eisenbahngüterverkehr und die im ersten Drittel des zwanzigsten Jahrhunderts aufkommende Konkurrenz zur Eisenbahn durch Lastkraftwagen im Straßenverkehr. Bis dato rangierte die Zuglok des Nahgüterzuges die Güterwagen auf den Unterwegsbahnhöfen und zu den jeweiligen Gleisanschlüssen. Hierdurch wurden die Aufenthaltszeiten der Nahgüterzüge auf den Unterwegsstationen erheblich verlängert und die Durchschnittsgeschwindigkeit stark beeinträchtigt. Die Stationierung gesonderter Rangierloks (Dampflok) auf diesen Bahnhöfen kam aber aus Rentabilitätsgründen nicht in Betracht. Die Entwicklung kleiner Loks mit Verbrennungs- oder Elektromotor schuf hier neue Möglichkeiten: Die Kleinlokomotiven waren kleiner, günstig in Anschaffung und Unterhalt sowie einfacher durch nur einen Mann zu bedienen. Durch den Wegfall der Rangierarbeit mit der Zuglok ließ sich die Durchschnittsgeschwindigkeit des Nahgüterzuges erhöhen. Außerdem konnte der Lokführer aus dem niedrigen Führerstand schnell und kräftesparend bei Bedarf aussteigen, um Kupplungsvorgänge mit einer selbsttätig fallenden Rangierkupplung auszuführen – ohne einen zusätzlichen Rangierarbeiter.
Entsprechende Versuche mit kleinen Motorlokomotiven wurden ab 1923 bei der Französischen Ostbahn, ab 1925 bei der Dänischen Staatsbahn, ab 1926 bei den Niederländischen Eisenbahnen und schließlich ab 1927 bei der Deutschen Reichsbahn durchgeführt und verliefen vielversprechend.
Deshalb vergab die Deutsche Reichsbahn 1930 erste Aufträge über insgesamt 18 Versuchslokomotiven an mehrere Hersteller, vier davon mit Elektromotor, die übrigen mit Verbrennungsmotor. Als Vorbild sollte ein 1927 von der Berliner Maschinenbau AG an die Niederländische Staatsbahnen geliefertes Rangierfahrzeug, erweitert um ein leichtes Schutzdach, dienen. Die Fahrzeuge bewährten sich unterschiedlich. Für die Lieferungen von 1931 und 1932 legte die DRG dann erste Abmessungen fest und unterschied die Lokomotiven in zwei Leistungsgruppen – Lokomotiven mit einer Motorleistung bis 40 PS (29 kW) wurden in die Leistungsgruppe I eingeordnet, stärkere Lokomotiven in die Leistungsgruppe II. Die Erfahrungen mit diesen Fahrzeugen führten zu einer Vereinheitlichung der Bauform, ab 1933 wurden von der zweiten Leistungsgruppe nur noch Fahrzeugen in Einheitsbauform beschafft.
Verantwortlich für die Bauform der Kleinlokomotiven war im Eisenbahn-Zentralamt Richard Paul Wagner als Dezernent für die Bauart der Dampf- und Motorlokomotiven. Wagner, dem die von der Reichsbahn-Hauptverwaltung vorgegebene Größe der Kleinlokomotiven nicht behagte und der sie deshalb als „Taschenkrebse“ bezeichnete, überließ die Entwicklungsarbeit weitgehend seinem wissenschaftlichen Hilfsarbeiter Leopold Niederstrasser.
Typisch für die Kleinlokomotive der Reichsbahnbauart war das tiefliegende Führerhaus an einem Ende der Lok, dessen Boden nur 560 mm über der Schienenoberkante lag und über nur eine Stufe zu erreichen war, mit seinen offenen, nur durch ein Segeltuch gegen Witterungseinflüsse zu verschließenden Seitenwänden. Die geringe Bauhöhe erlaubte es, die Lok auf einen konventionellen Flachwagen zu verladen und so zum Beispiel ohne Behinderung des übrigen Verkehrs aufgrund der geringen Höchstgeschwindigkeit zum Ausbesserungswerk zu schaffen.

## Bezeichnung

### Bezeichnungssystem der Deutschen Reichsbahn-Gesellschaft
Die Bezeichnung der ersten 1930 gefertigten Kleinlokomotiven bestand zunächst aus einem V für Verbrennungsmotor oder einem A für Akkumulatorlokomotive und einer fortlaufenden Nummer, beginnend bei 6000.
Um die Bauartunterschiede der Kleinlokomotiven besser in der Bezeichnung zu berücksichtigen, führte die Deutsche Reichsbahn 1931 ein neues Bezeichnungssystem ein, mit dem der Begriff Kleinlokomotive auch erst verbindlich festgelegt wurde. Schleppfahrzeuge, die lediglich in Bahn- oder Ausbesserungswerken eingesetzt waren, wurden nicht zu den Kleinlokomotiven gezählt.
Für die Kennzeichnung von Kleinlokomotiven wurde der Stammbuchstabe K als Bauartbezeichnung eingeführt. Diesem folgte ein Buchstabe für den Antrieb: b stand für Vergasermotor (Benzol), d für  Dampfmaschine, ö für Dieselmotor (Öl) und s für einen akkumulatorgespeisten Elektromotor (Speicher). Für elektrische Kraftübertragung folgte ein e, für hydraulische Kraftübertragung (Flüssigkeitsgetriebe) ein f, Kleinlokomotiven mit mechanischer Kraftübertragung wurden nicht besonders gekennzeichnet. Kleinlokomotiven, deren Akkumulatoren mit einem Diesel- oder Vergasermotor aufgeladen werden konnten, hießen Köe und Kbe.
Diesen Buchstaben folgte eine vierstellige Nummer, deren Vergabe sich nach der Leistungsgruppe richtete. Lokomotiven der Leistungsgruppe I erhielten Nummern bis 3999, Lokomotiven der Leistungsgruppe II Nummern ab 4000. Die Nummern waren innerhalb der Leistungsgruppen fortlaufend.
1944 wurde der Kennbuchstabe g für Lokomotiven mit Generatorgas-Betrieb eingeführt.
Wie auch die anderen Baureihenbezeichnungsschemata der DR wurde auch das für Kleinlokomotiven bei der Deutschen Bundesbahn (DB) und der Deutschen Reichsbahn (DR) zunächst beibehalten.
Bei der Deutschen Bundesbahn wurde die Grenze zwischen den Leistungsgruppen I und II 1955 von 40 PS auf 50 PS angehoben. 1956 wurde eine neue Leistungsgruppe III für Kleinlokomotiven mit einer Motorleistung über 150 PS eingeführt, die Betriebsnummern von 10000 bis 20000 bekamen. 1960 wurde der Kennbuchstabe s bei der Deutschen Bundesbahn in a geändert.

### Nummernplan der Deutschen Bundesbahn ab 1968
Die Kleinlokomotiven erhielten im Nummernplan der Deutschen Bundesbahn ab dem 1. Januar 1968 die Kennziffer 3. Die zweite Ziffer kennzeichnet die Leistungsklasse (nach dem Stand von 1955). Die dritte Ziffer unterscheidet nach Höchstgeschwindigkeit und Bremsbauart bzw. Antriebsart (Ketten- oder Gelenkwellenantrieb). Kleinlokomotiven der Gattung Ka erhielten die neue Baureihenbezeichnung 381 (Vorkriegsbauarten) und 382 (neuere Bauarten). Die vorhandenen Schmalspur-Kleinlokomotiven der Wangerooger Inselbahn wurden zur Baureihe 329.
Im Jahr 1987 wurden auch die Diesellokomotiven der DB-Baureihen 260/261 (bis 1968 Baureihe V 60) den Kleinlokomotiven zugeordnet, um sie mit Rangier-Personal besetzen zu können, welches nicht für den Streckendienst ausgebildet ist. Die Baureihenbezeichnung wurde dementsprechend in 360/361 geändert.

### Nummernplan der Deutschen Reichsbahn ab 1970
Der ab dem 1. Juli 1970 geltende Nummernplan der Deutschen Reichsbahn fasste die bereits vorhandenen Kleinlokomotiven unter der Baureihe 100, also im normalen Nummernraum der Verbrennungslokomotiven, zusammen. Die Lokomotiven der Leistungsgruppe I wurden in die Unterbaureihe 100.0 eingeordnet, die Lokomotiven der Leistungsgruppe II in die Unterbaureihen 100.1–100.9. Die Schmalspurkleinlokomotiven wurden bis 1972 ebenfalls in die Unterbaureihe 100.9 eingeordnet, danach in die Baureihe 199.
Neu konstruierte Kleinlokomotiven der Deutschen Reichsbahn erhielten jedoch vor 1970 nicht den Stammbuchstaben „K“, sondern wurden beispielsweise als Baureihe V 15 (später 101) und V 30 C (später 103.9 bzw. 199.3) bezeichnet. Im gemeinsamen Nummernplan von 1992 von DR und DB wurden die Lokomotiven der Baureihe 100 als Baureihe 310 eingeordnet, Schmalspurloks sofern noch im Bestand der DB als Baureihe 399.